# Jaap Spijkers
 (octobre 2018).
Si vous disposez d'ouvrages ou d'articles de référence ou si vous connaissez des sites web de qualité traitant du thème abordé ici, merci de compléter l'article en donnant les références utiles à sa vérifiabilité et en les liant à la section « Notes et références ».
Jaap Spijkers, né le 11 février 1958 à Tilbourg, est un acteur et metteur en scène néerlandais.

## Filmographie
- 1990 : Vigour de Frouke Fokkema[1]
- 1995 : The Purse Snatcher de Maria Peters[2]
- 1997 : Freemarket de Hans Hylkema[3]
- 1998 : La Fiancée polonaise de Karim Traïdia : Henk Woldring
- 2000 : Les diseurs de vérité de Karim Traïdia[4]
- 2001 : Zus et Zo de Paula van der Oest : Jan[5]
- 2002 : De tweeling de Ben Sombogaart : Vader Rockanje[6]
- 2003 : Cloaca de Willem van de Sande Bakhuyzen[7]
- 2003 : Grimm de Alex van Warmerdam : Horewhopper[8]
- 2004 : Bluebird de Mijke de Jong : Mr. De Leeuw[9]
- 2005 : Ten to Two de Mathijs Geijskes[10]
- 2006 : Waiter ! de Alex van Warmerdam
- 2008 : Bride Flight de Ben Sombogaart : Reporter à Londres[11]
- 2009 : Stricken de Reinout Oerlemans[12]
- 2010 : Frits et Freddy de Guy Goossens : Max Den Hamer
- 2010 : The Happy Housewife de Antoinette Beumer : Theo[13]
- 2010 : Saint de Dick Maas : Chef[14]
- 2011 : The Gang Of Oss de André van Duren : Pastoor de Roos[15]
- 2014 : Kenau de Maarten Treurniet : Duyff[16]
- 2018 : The Resistance Banker de Joram Lürsen : Ritter[17]
- 2022 : Pink Moon de Floor van der Meulen : Hans

## Nominations et récompenses
- 1994 : Golden Calf for Best Actor, pour le film 1000 Rozen
- 2003 : Golden Calf Special Jury Prize, pour le film Cloaca
- Golden Calf for Best Supporting Actor